# إدارة العمليات (الجيش الإسرائيلي)

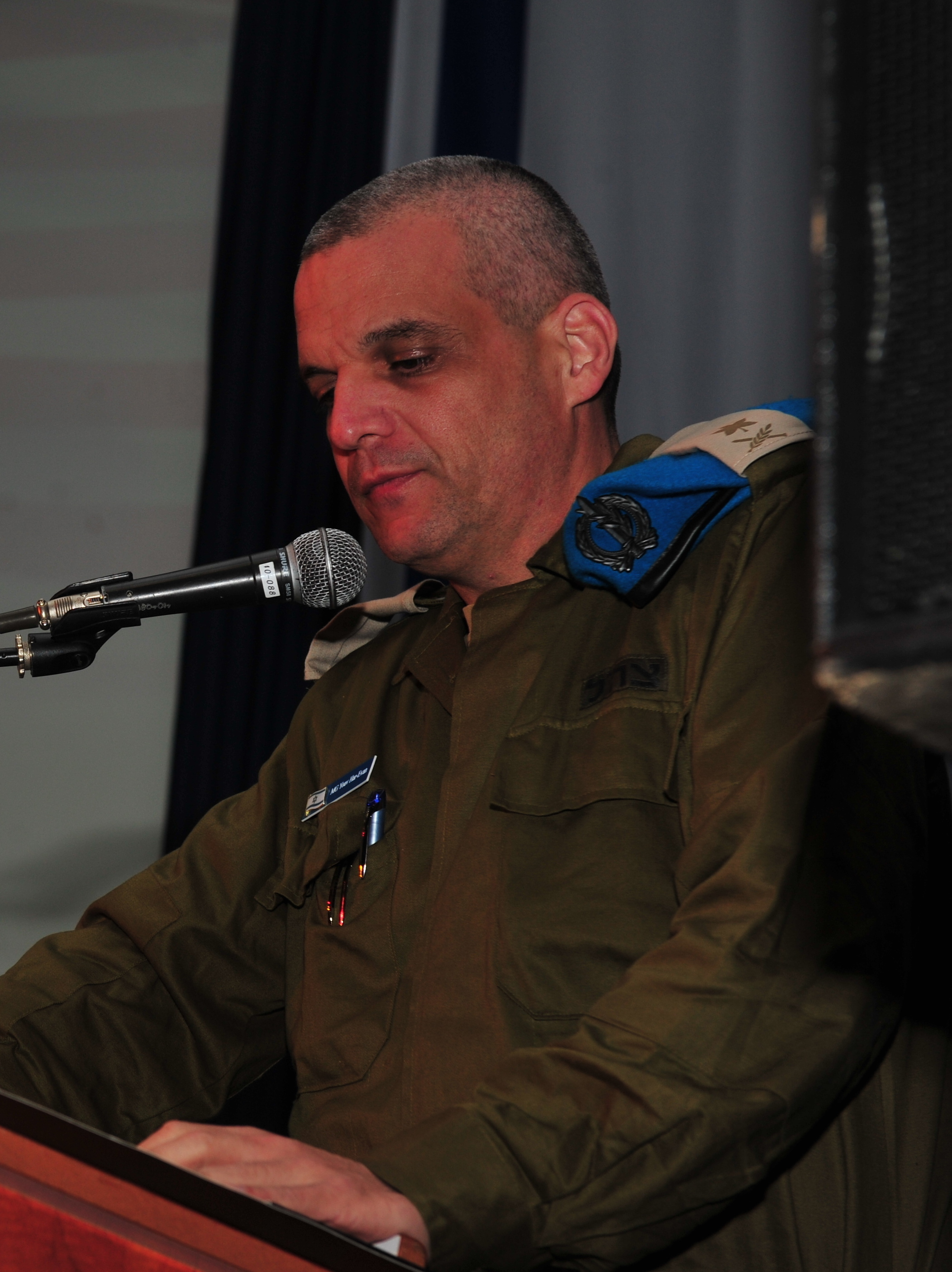
يوأف هار إيفن رئيس الشعبة منذ 2012

إدارة العمليات الإسرائيلية (بالعبرية: אגף המבצעים) وتختصر (بالعبرية: אמ"ץ أماتس)، إحدى شعب أركان حرب الجيش الإسرائيلي. تأسست عام 1999م جنبا إلى جنب مع القيادات الإقليمية، سلاح الجو وسلاح البحرية وأركان حرب الجيش.
مسؤولة في التخطيط لتحركات وتمارين القوة العسكرية. ومنذ 2012 ترأس قيادتها يوأف هار إيفن.